# Keith Ahsoon
Keith Ahsoon (Pago Pago, ...) è un ex giocatore di football americano samoano americano che ha giocato come offensive lineman.
Dopo aver giocato per la squadra universitaria degli Hawaii Rainbow Warriors ha firmato nel 2011 con i giapponesi Nojima Sagamihara Rise.